# Peter Knorn

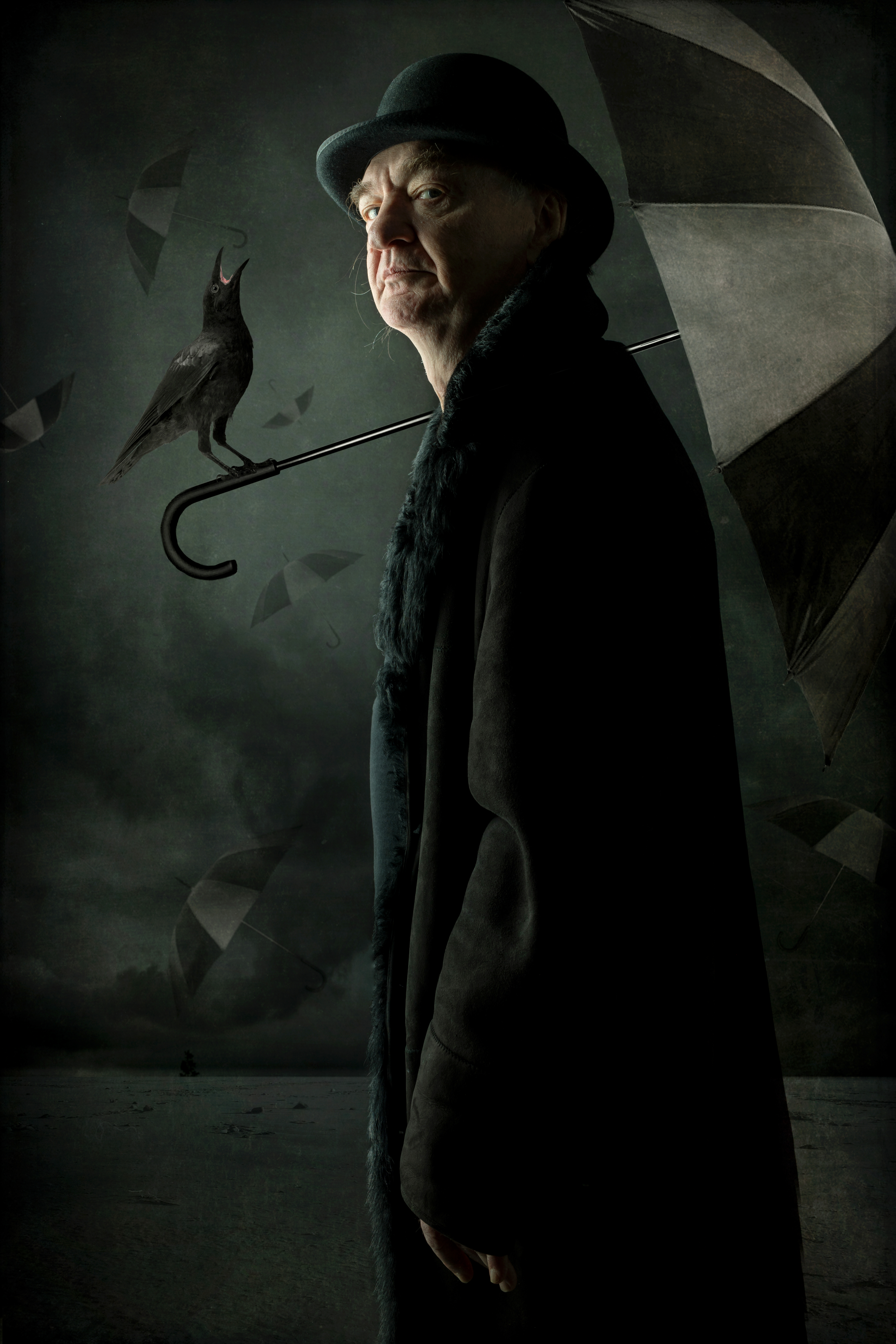
Peter Knorn (2021)

Peter Knorn (* 16. März 1956 in Liebenau) (Spitznamen: Fargo-Peter, Fargo-Pedder) ist ein deutscher Bassist, Musikmanager und Autor. Er ist Gründer der aus Hannover stammenden Band Fargo, aus der 1984 Victory hervorging.

## Werdegang
Knorn wurde als Sohn von Erwin Knorn und dessen Frau Erna in Liebenau geboren und wuchs in Hannover auf. Nach der Grundschule besuchte er dort die Gustav-Stresemann-Mittelschule.

### Musiker
Schon früh stand für ihn fest, dass er Rockmusiker werden wollte, und im Alter von 16 Jahren erwarb er von Frank Bornemann, dem Sänger und Gitarristen der Band Eloy, sein erstes Mikrofon. Um sich die notwendige Verstärkeranlage zu finanzieren, arbeitete er in den Schulferien in Supermärkten, half in einer Bäckerei und trug Zeitungen aus. 1973 gründete er die Band Fargo.
Die ersten Schritte machte die Gruppe in der Besetzung Knorn (Gesang), Rainer Neubert (Schlagzeug), Rüdiger Beitsch (Gitarre), Gerd Bösenberg (Gitarre) und Klaus-Dieter Kunstmann (Bass). Es gab mehrere Besetzungswechsel, in deren Verlauf sich Knorn dazu entschied, auf das Singen zu verzichten und lieber Bass zu spielen. Fargo veröffentlichte vier Alben, bevor Scorpions-Manager David Krebs auch das Fargo-Management übernahm und der Band einen weltweiten Plattenvertrag bei CBS verschaffte. Krebs machte jedoch eine Namensänderung zur Bedingung.
Anschließend firmierte die Gruppe unter dem Namen Victory. Sie war international erfolgreich und veröffentlichte bis 2011 neun Studioalben. Das letzte dieser Alben, Don’t Talk Science, markierte für Knorn das Ende seiner Aktivität mit der Gruppe, die sich später ohne ihn reformierte.
Bei der Release-Party für sein erstes Buch trat Knorn 2016 mit Peter Ladwig, Arndt Schulz und den Schlagzeugern Nikolas Fritz und Frank Tolle auf, woraufhin er das Angebot bekam, ein neues Fargo-Album für SPV aufzunehmen. Dieses erschien 2018 und trug den Titel Constellation.  Die Band gibt auch wieder regelmäßig Konzerte und gehört dadurch zu den ältesten aktiven Rockbands Deutschlands.

### Manager
Knorn übernahm 1993 die Tätigkeit als Manager der aus Bremen stammenden Band Scäm Luiz. Zu seinen weiteren Klienten zählten in den folgenden Jahren unter anderem Uli Jon Roth, Jane, Mob Rules, The Quill, The Quireboys, Glenn Hughes, Michael Schenker, Michael Monroe, und seine eigene Band, Victory. 2001 nahm er UFO in sein Portfolio auf, seit 2005 betreut er die Band ausschließlich. 

### Plattenfirma
Im Jahr 1993 gründete Knorn außerdem die Schallplattenfirma Event Records, die bis 2001 zahlreiche Tonträger unterschiedlicher Interpreten veröffentlichte.

### Autor
2016 veröffentlichte Knorn das autobiografische Buch Bis hierher und so weiter – 20 Jahre Rock ’n’ Roll, in dem er die Geschichte seiner Bands Fargo und Victory sowie seine Arbeit als Manager in „einem angenehm lockeren Schreibstil“ reflektierte. 2021 folgte Fargo-Peterchens Mondfahrt – Ein Blick nach vorn und zwei zurück, das sich durch einen „anekdotenreichen Erzähl- und Schreibstil“ auszeichnete und den Schwerpunkt auf seine Tätigkeit als Musikmanager in den 1990er-Jahren legte.

## Diskografie

### Fargo
- 1977: Comin’ Together (Single)
- 1979: Wishing Well
- 1980: No Limit
- 1981: Frontpage Lover
- 1982: F
- 2018: Constellation
- 2021: Strangers D’Amour

### Victory
- 1985 Victory
- 1986 Don’t Get Mad … Get Even
- 1987 Hungry Hearts
- 1989 Culture Killed the Native
- 1990 Temples of Gold
- 1992 You Bought It – You Name It
- 1996 Voiceprint
- 2003 Instinct
- 2011 Don’t Talk Science
- 2021 Gods of Tomorrow

## Bibliografie
- 2016: Bis hierhin und so weiter  – 20 Jahre Rock ’n’ Roll, SPV GmbH, 2016, ISBN 978-3-938652-44-2
- 2021: Fargo-Peterchens Mondfahrt – Ein Blick nach vorn und zwei zurück, SPV GmbH, 2021, ISBN  978-3938652459

## Trivia
- Bei den Auftritten seiner Band Fargo sprang Knorn in den 1980er Jahren gelegentlich einen Vorwärts-Salto, ohne das Spiel seines Instruments zu unterbrechen.[1] Die Jugendzeitschrift Bravo berichtete unter dem Titel Bassist riskiert sein Leben darüber.[10]
- Knorn spielt einen Bass der Marke Rockinger, dessen Korpus vom Maler und Bildhauer Achim Pieczulski gestaltet und von Dieter Gölsdorf gebaut wurde.[2] Knorn besitzt und spielt daneben keinen anderen Bass.